# Sabina Nowak
Sabina Nowak (nom d'épouse Pierużek-Nowak ; née le 6 juin 1959) est une scientifique polonaise et experte en matière de loups. 
Elle est présidente de l'Association pour la nature du loup (AfN Wolf) et membre de Large Carnivore Initiative for Europe.

## Biographie
En 1983, Sabina Nowak a obtenu une maîtrise en biologie à l'université de Silésie à Katowice, où elle a décrit dans sa thèse de doctorat l'écologie des loups. Elle s'occupe du loup en Pologne depuis le milieu des années 1990. De 1993 à 1998, elle a coordonné la campagne Pour la protection intégrale des grands prédateurs, du loup et du lynx en Pologne et une campagne pour la protection de toute la partie polonaise de la forêt vierge Białowieża en tant que parc national (Białowieża National Park). En 1998, elle a été élue à la bourse Ashoka,. De 2001 à 2004, elle a dirigé le recensement polonais des lynx et des loups. Depuis 2000, elle coordonne la coopération germano-polonaise sur les loups avec les experts allemands en matière de loups Ilka Reinhardt et Gesa Kluth. De 2009 à 2016, elle a été membre du Conseil d'État polonais pour la conservation de la nature, où elle a présidé la Commission des animaux de 2014 à 2016.
En 2015, Sabina Nowak et Henryk Okarma sont intervenus lors d'une conférence au Sénat polonais L'avenir du loup en Pologne concernant la population croissante de loups en Pologne,.

## Publications
- National Strategy for Wolf Protection and Management. 1998
- Instructions for Livestock Owners - Methods for Livestock Protection against Wolf Attacks. 1999
- On the trail of the wolves. 2000
- Current report - Wolf and lynx censuses in Polish forests and national parks. 2001
- avec Robert W. Mysłajek, Wolf Protection in Poland. The Wolf Conservation Association, Godziszka, 2002,  (ISBN 83-911331-7-6)
- avec Robert Mysłajek, Wolves in Western Poland Distribution and Ecology of the Animal Species Faculty of Biology, université de Varsovie, 2017.